# 齿叶南芥
齿叶南芥（学名：Arabis serrata）为十字花科南芥属下的一个种。

## 扩展阅读
- 維基物種上的相關：齿叶南芥